# كيم جونز (تنس)
كيم جونز (بالإنجليزية: Kim Jones)‏ مواليد 28 سبتمبر 1957 في كولومبوس، جورجيا، الولايات المتحدة، هي لاعبة كرة مضرب أمريكية سابقة بدأت مسيرتها كمحترفة سنة 1979 وكانت تلعب باليد اليمنى، اعتزلت اللعب في 1987. أعلى تصنيف لها في الفردي كان المركز الـ 25 في سنة 1984.

## النهائيات

### الفردي: 2 (1-1)
| الحصيلة | الرقم | التاريخ         | الدورة                                                | الأرضية | المنافس       | النتيجة  |
| ------- | ----- | --------------- | ----------------------------------------------------- | ------- | ------------- | -------- |
| الوصافة | 1.    | يوليو 11, 1983  | فرجينيا، الولايات المتحدة                             | عشبية   | أليسيا مولتون | 3–6, 2–6 |
| الفوز   | 1.    | سبتمبر 26, 1983 | بطولة الولايات المتحدة داخل الصالات، الولايات المتحدة | سجاد    | سيلفيا هانيكا | 6–4, 6–3 |

## روابط خارجية
- كيم جونز على موقع رابطة محترفات التنس (الإنجليزية)
- كيم جونز على موقع الاتحاد الدولي لكرة المضرب (الإنجليزية)